# 苗华
苗华（1955年11月—），江苏如皋人，生于福州。中国人民解放军将领、海军上将。曾任中国共产党中央军事委员会委员、中华人民共和国中央军事委员会委员、中央军委政治工作部主任。是中共第十八届中央纪律检查委员会委员，中共第十九、二十届中央委员。2024年，因涉嫌严重违纪，遭當局停職檢查，2025年4月被罷免全国人大代表职务，同年6月被免去中央军委委员职务。

## 生平
苗华於中国人民解放军国防科技大学管理工程专业毕业，本科学历；1969年12月参加中国人民解放军，1973年9月加入中国共产党，曾长期在南京军区陆军第三十一集团军从事政治工作，历任陆军第三十一集团军九十二师二七四团二营战士、班长、营排长、副指导员、营教导员。
1983年，任九十二师二七六团政治处主任。1985年，任九十一师二七一团政治委员。1987年，任九十二师二七四团政治委员。1991年6月，任九十三师政治部主任。1995年7月，任九十一师政治委员。1999年8月，任陆军第三十一集团军政治部主任。2005年7月，任陆军第十二集团军政治委员。
2010年12月，任兰州军区政治部主任。2012年7月，任兰州军区副政治委员兼纪委书记。2014年6月，接替到龄退休的原政委李长才上将，任兰州军区政治委员。
2014年12月，任中国人民解放军海军政治委员。2017年8月，任中央军委政治工作部主任。同年10月，在中共十九届一中全会上进入中共中央军事委员会。2018年2月24日，当选为第十三届全国人大代表。2018年3月，经第十三届全国人大一次会议决定，当选中华人民共和国中央军事委员会委员。
2001年7月，晋升少将军衔。2012年7月，晋升中将军衔。
2015年7月31日，晋升海军上将军衔（担任正大军区职不到2年，同时晋升中将军衔不到4年）。
2022年10月，连任中共中央军事委员会委员。
2024年11月28日，中华人民共和国國防部新闻发言人吴谦在例行记者会上宣布，苗华涉嫌严重违纪，中共中央研究决定对他停职检查。2025年3月14日，苗华因涉嫌严重违纪违法，中央军委政治工作部召开军人代表大会，罢免其十四届全国人大代表职务。2025年5月底，中央政治局会议决定免去苗华的中共中央军委委员职务，中国国防部官网更新“高层”板块，苗華姓名被從中央軍委委員名單中移除，此后还將「高層」板块从首页栏目中移除。2025年6月27日，全国人大常委会正式免除苗华的中华人民共和国中央军事委员会委员职务。
苗华是中共十八大后继张阳、房峰辉、李尚福、魏凤和后第五位因违纪遭调查的中共中央军事委员会委员，第二位在任上落马的第二十届中共中央军事委员会委员，连续第二任落马的中共中央军事委员会政治工作部主任。至此，中共二十届一中全会产生的四名中央军委委员仅剩两人还在正常履职。

## 家庭
- 岳父：叶汉林，1923年11月生，江苏泰兴人，原福州军区政治部副主任，曾任驻福建的第三十一军政委，苗华曾长期在该部队服役。2024年10月24日在福州病逝，享年101岁[16]。
- 妻子：叶苏建
- 儿子：苗峰[17]